# Storsveenfjellet
Das Storsveenfjellet (norwegisch) ist ein 1900 m hoher Berg in der Heimefrontfjella des ostantarktischen Königin-Maud-Lands. Er ragt im südlichen Teil der XU-Fjella auf.
Wissenschaftler des Norwegischen Polarinstituts benannten ihn 1967 nach Arvid Storsveen (1915–1943), einem Mitstreiter der Widerstandsbewegung XU gegen die deutsche Besatzung Norwegens im Zweiten Weltkrieg, der am 27. April 1943 bei einem Fluchtversuch getötet worden ist.